# بي إم-30 سميرتش
بي إم-30 سميرتش (الروسية: Смерч БМ-30) قاذفة صواريخ سوفيتية متعددة المهام من عيار 300 ملم مزودة بـ 12 أنبوبًا. تم تصنيع الراجمة بي إم-30 سميرتش في أوائل الثمانينات ودخلت الخدمة في الجيش السوفيتي عام 1989 كما صدر منها إلى دول أخرى في الشرق الأوسط وشمال أفريقيا.
المهمة الأساسية لراجمة الصواريخ بي إم-30 سميرتش هي تدمير التجمعات العسكرية الكبيرة بأقل مجهود وهي تستخدم عدة أنواع من الذخائر الصاروخية بالإضافة إلى انها تتميز بالقوة التدميرية وسرعة الحركة مقارنة مع المدفعية التقليدية وكما ان مداها وكثافة نيرانها أفضل يمنحها الأفضلية على المدفعية ويتألف طاقم المشغل لسميرتش من 3 أفراد.

## خصائص عامة
- الوزن القتالي : 43.7 طن
- الطول: 12 متر
- الأرتفاع: 3.05 متر
- العرض: 3.05 متر
- الطاقم: 3 أفراد
- مدة التعبئة للقاذف: 3 دقائق
- مدة الإفراغ للقاذف: 2 دقيقة
- القاذف: 12 أنبوب عيار 300 ملم

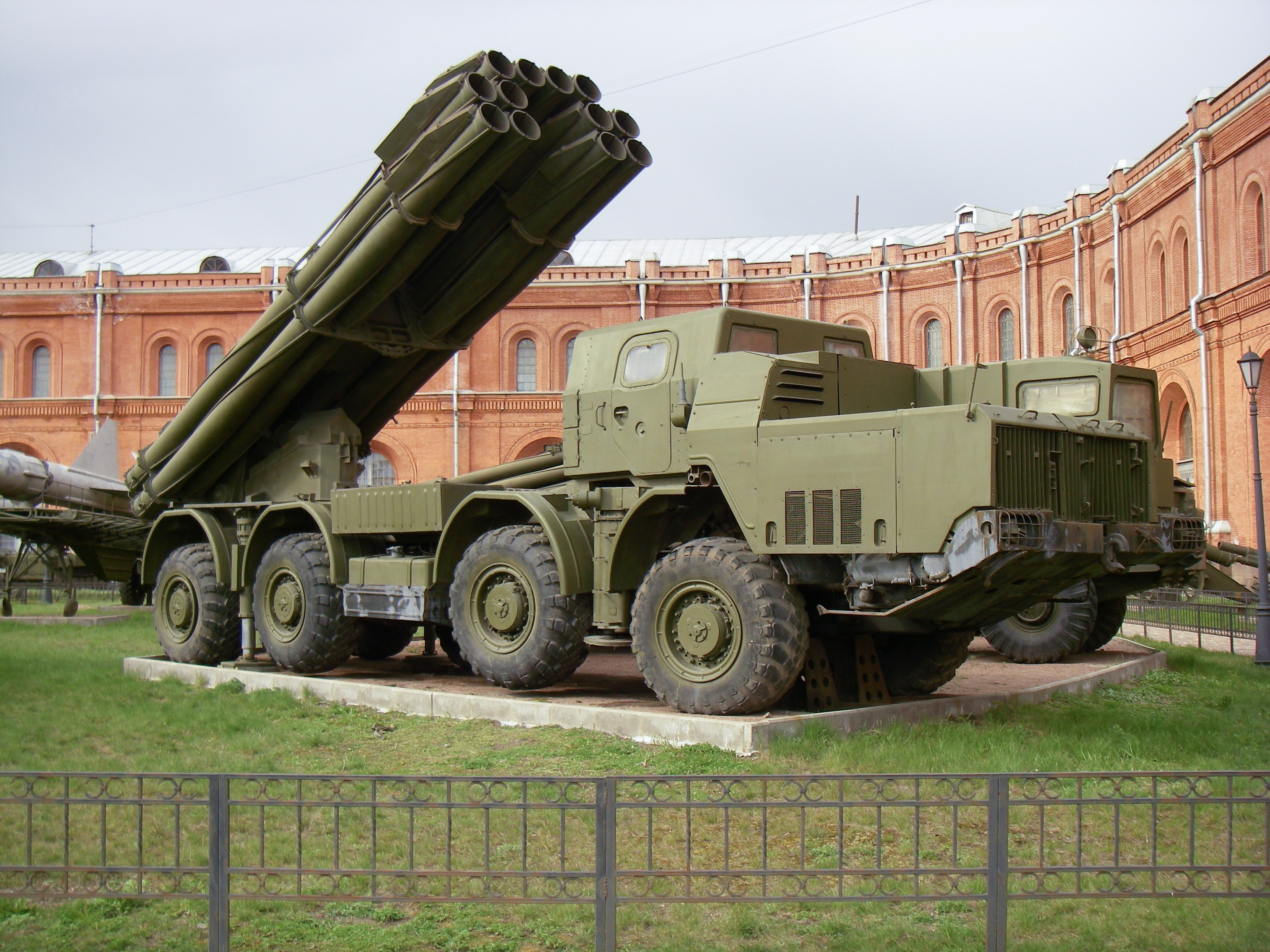
توجيه الصواريخ

- سرعة الأطلاق : 12 صاروخ في 38 ثانية
- مدة إعادة التعبئة: 20 دقيقة

## القذائف الصاروخية
| الفئة  | الفئة                                   | الصاروخ | الصاروخ | الرأس الحربي | الرأس الحربي                                      | وقت التدمير الذاتي | المدى        | المدى        |
| الاسم  | النوع                                   | الوزن   | الطول   | الوزن        | ذخيرة فرعية                                       | وقت التدمير الذاتي | المدة الأدنى | المدى الأقصى |
| ------ | --------------------------------------- | ------- | ------- | ------------ | ------------------------------------------------- | ------------------ | ------------ | ------------ |
| 9M55K  | قنبلة عنقودية مضادة للأفراد             | 800 kg  | 7.6 m   | 243 kg       | 72 × 1.75 kg, each with 96 fragments (4.5 g each) | 110 sec            | 20 km        | 70 km        |
| 9M55K1 | ذخيرة عنقودية، موجهة ذاتياً مضادة للدروع | 800 kg  | 7.6 m   | 243 kg       | 5 × 15 kg                                         |                    | 20 km        | 70 km        |
| 9M55K4 | ذخيرة عنقودية، ألغام مضادة للدروع       | 800 kg  | 7.6 m   | 243 kg       | 25 × 5 kg mines                                   | 24 hour            | 20 km        | 70 km        |
| 9M55K5 | انشطارية                                | 800 kg  | 7.6 m   | 243 kg       | 646 × 0.25 kg (120 mm RHA armor piercing)         | 260 sec            | 20 km        | 70 km        |
| 9M55F  | انشطارية قابلة للفصل                    | 800 kg  | 7.6 m   | 258 kg       |                                                   |                    | 20 km        | 70 km        |
| 9M55S  | ثيرموباريك                              | 800 kg  | 7.6 m   | 243 kg       |                                                   |                    | 20 km        | 70 km        |
| 9M528  | قذيفة انشطارية                          | 815 kg  | 7.6 m   | 243 kg       | 7.6 m                                             |                    | 25 km        | 90 km        |

## المستخدمون

### أوروبا
- روسيا: 300 [2]
- بيلاروس: 48 [3]
- أوكرانيا: عدد غير معلوم [4]
- أذربيجان: 11

### آسيا

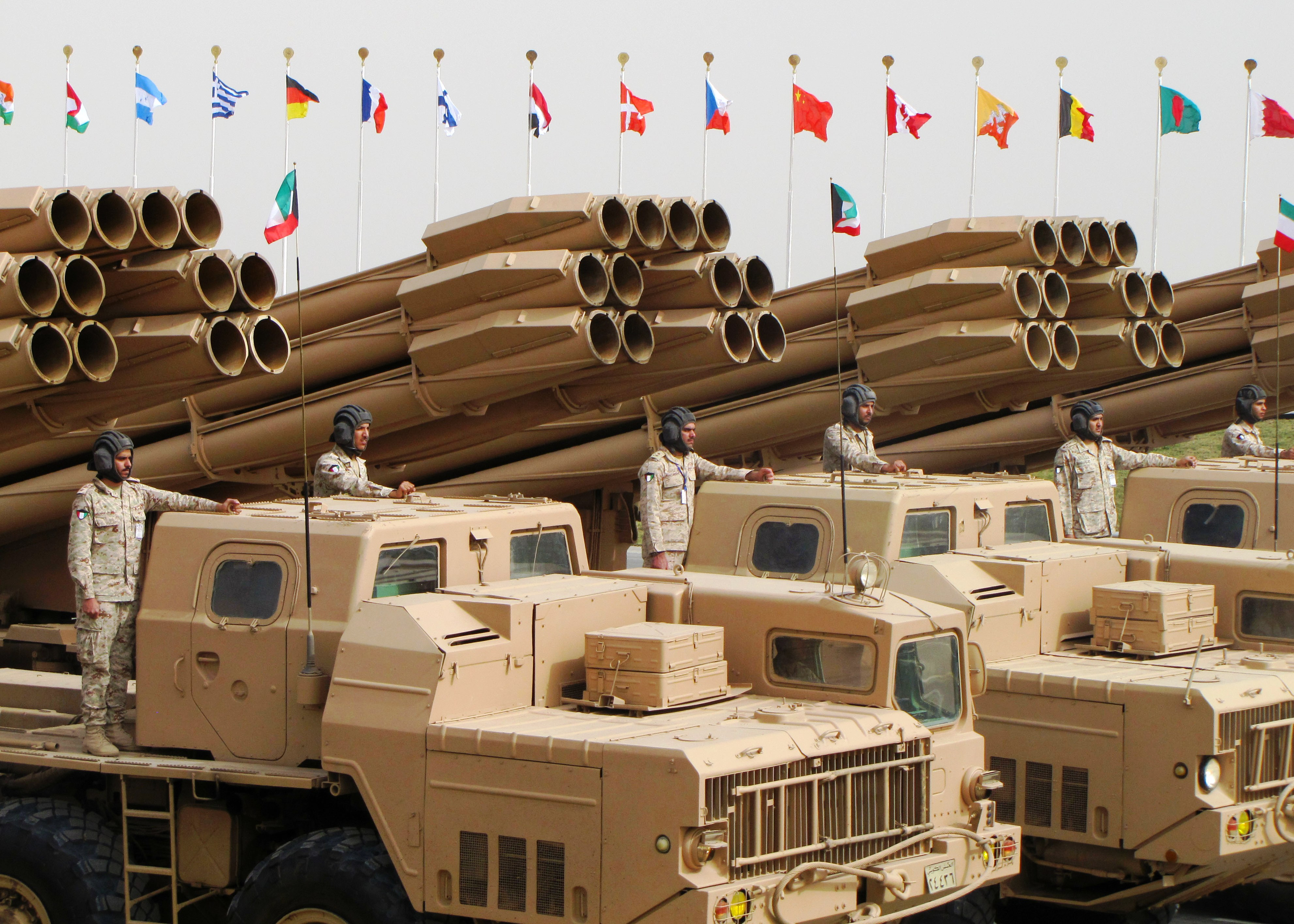
راجمات بي إم-30 سميرتش الكويتية

- الهند: 38
- الكويت: 27
- الإمارات العربية المتحدة : 6[5]
- تركمانستان : 6

### أفريقيا
- الجزائر: 18

## مصدر
1. 1 2 3  سميرتش (10 يونيو 2009). (بالروسية) نسخة محفوظة 12 أبريل 2010 على موقع واي باك مشين.
2. ↑  معدات الجيش الروسي نسخة محفوظة 07 يناير 2018 على موقع واي باك مشين.
3. ↑  معدات الجيش البيلاروسي نسخة محفوظة 01 أغسطس 2017 على موقع واي باك مشين.
4. ↑  http://www.mil.gov.ua نسخة محفوظة 20 أكتوبر 2017 على موقع واي باك مشين.
5. ↑  مبيعات الأسلحة الروسية للدول العربية في الخليج العربي، موقع موسكو ديفنس بريف (10 يونيو 2009). (بالإنجليزية) نسخة محفوظة 26 يناير 2020 على موقع واي باك مشين.